# Jason Knight
Jason Knight, né le 13 février 2001 à Dublin en Irlande, est un footballeur international irlandais qui évolue au poste de milieu central à Bristol City.

## Biographie

### En club
Né à Dublin en Irlande, Jason Knight est formé par le Cabinteely FC, qu'il rejoint à l'âge de 4 ans. Il poursuit sa formation en Angleterre avec le club de Derby County, qu'il rejoint à ses 16 ans en 2017.
Alors qu'il est âgé de 18 ans il est intégré à l'équipe première. C'est le nouvel entraîneur Phillip Cocu qui le lance dans le monde professionnel, le faisant entrer en jeu à la place de Kieran Dowell lors de la première journée de la saison 2019-2020 contre Huddersfield Town. Derby County s'impose sur le score de deux buts à un ce jour-là. Le 30 décembre 2019 il se fait remarquer en inscrivant ses deux premiers buts en professionnels, face à Charlton Athletic, en championnat. Deux réalisations qui permettent aux siens de s'imposer (2-1). Sa prestation est saluée par la presse et notamment son entraîneur.
Le 22 janvier 2020 il prolonge son contrat avec Derby County jusqu'en 2023.
Le 11 juillet 2023, Jason Knight rejoint Bristol City. Il signe un contrat de quatre ans, soit jusqu'en juin 2027.
Knight se fait remarquer le 9 août 2023, lors d'une rencontre de coupe de la Ligue face à Oxford United en marquant ses deux premiers buts pour le club. Titulaire, il contribue à la victoire de son équipe par cinq buts à un.

### En sélection
Avec l'équipe d'Irlande des moins de 19 ans, Jason Knight joue un total de six matchs entre 2018 et 2019. Il se fait notamment remarquer en inscrivant un but contre l'Azerbaïdjan le 23 mars 2019, participant ainsi à la victoire de son équipe par trois buts à un.
Il joue son premier match avec les espoirs le 3 juin 2019, en amical contre la Chine. Il entre en jeu et son équipe s'impose ce jour-là (victoire 1-4).
Jason Knight honore sa première sélection avec l'équipe nationale d'Irlande le 14 octobre 2020, à l'occasion d'une rencontre face à la Finlande. Il entre en jeu à la place de Jayson Molumby lors de ce match perdu par son équipe (1-0),.

## Statistiques
| Saison                | Club                  | Championnat           | Championnat | Championnat | Coupe nationale | Coupe nationale | Coupe de la Ligue | Coupe de la Ligue | Compétition(s) continentale(s) | Compétition(s) continentale(s) | Compétition(s) continentale(s) | Total | Total |
| Saison                | Club                  | Division              | M.          | B.          | M.              | B.              | M.                | B.                | Comp.                          | M.                             | B.                             | M.    | B.    |
| 2019-2020             | Derby County          | Championship          | 31          | 6           | 3               | 0               | 1                 | 0                 | -                              | -                              | -                              | 35    | 6     |
| 2020-2021             | Derby County          | Championship          | 43          | 2           | -               | -               | 2                 | 1                 | -                              | -                              | -                              | 45    | 3     |
| 2021-2022             | Derby County          | Championship          | 38          | 2           | 1               | 0               | -                 | -                 | -                              | -                              | -                              | 39    | 2     |
| 2022-2023             | Derby County          | League One            | 38          | 2           | 6               | 1               | 3                 | 0                 | -                              | -                              | -                              | 47    | 3     |
| Sous-total            | Sous-total            | Sous-total            | 150         | 12          | 10              | 1               | 6                 | 1                 | -                              | -                              | -                              | 166   | 14    |
| 2023-2024             | Bristol City          | Championship          | 32          | 3           | 4               | 1               | 2                 | 2                 | -                              | -                              | -                              | 38    | 6     |
| Sous-total            | Sous-total            | Sous-total            | 32          | 3           | 4               | 1               | 2                 | 2                 | -                              | -                              | -                              | 38    | 6     |
| Total sur la carrière | Total sur la carrière | Total sur la carrière | 182         | 15          | 14              | 2               | 8                 | 3                 | -                              | -                              | -                              | 204   | 20    |